# サン＝ルイ＝デュ＝ア!・ア!

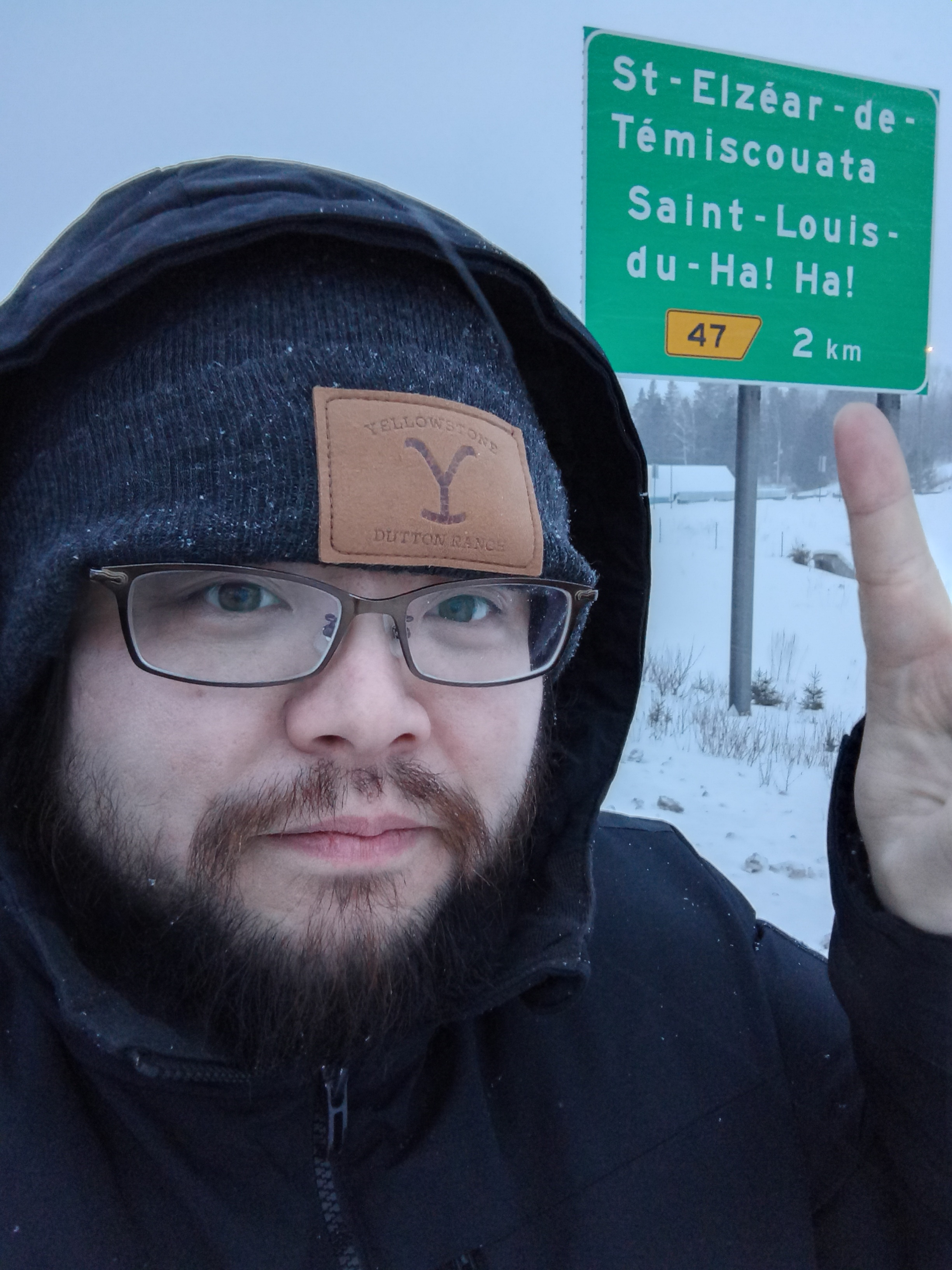
トランスカナダハイウェイにおけるサン＝ルイ＝デュ＝ア!・ア!の標識

サン＝ルイ＝デュ＝ア!・ア!（仏: Saint-Louis-du-Ha! Ha!）はカナダのセントローレンス川の南河岸付近にある、ケベック州のテミスクアタ郡（Témiscouata Regional County Municipality）に位置する教会区自治体である。この町はトランスカナダハイウェイのルート185に沿って、リビエール=デュ=ルーの南東、カバノの西に位置し、ニューブランズウィック州のエドモンストンに向かうルート185のほぼ中間地点にある。サン＝ルイ＝デュ＝ア!・ア!の人口は2011年の時点で1,318人であり、おもな産業は農業である。
サン＝ルイ＝デュ＝ア!・ア!の標語は「労働のなかでの団結」（Solidaire dans le labeur）であり、2015年6月現在の自治体の長はSonia Larrivéeである。
地名に感嘆符を2個含む町はサン＝ルイ＝デュ＝ア!・ア!のみである。感嘆符を含む地名としては、ほかにケベック州の類似の地名と、イングランドの村であるウェストワード・ホー!（Westward Ho!）が知られている。

## 歴史
サン＝ルイ＝デュ＝ア!・ア!は1860年にカトリック伝導の拠点として設置され、1873年に教区として成立した。1874年には教会区自治体の地位を与えられ、名前が付けられた。1875年には郵便局が設置された。

## 地名の由来
サン＝ルイ＝デュ＝ア!・ア!という地名はフランス語でおおまかに、人名を表す"Saint-Louis"（聖ルイ）、前置詞deと冠詞leの短縮形である"du"（英語の"of the"、"from the"にあたる）、そして一般名詞である"ha! ha!"の3つの部分に分けられ、直訳すると「行き詰まりの聖ルイ」となる。

### "Ha! Ha!"の由来、なぜ感嘆符がつくのか
ケベック地名委員会によると、"haha"という言葉は付近のテミスクアタ湖のことを指している。"haha"は古いフランス語で「行き詰まり」を意味する。この町の付近の川は予期せぬ障害物、すなわちテミスクアタ湖によって流れが遮られていた。18世紀から19世紀のカヌー乗りはこの障害に突き当たった際は、カヌーを川から出した上80kmも迂回しなければならなかったため、町にこのような名前が付けられたという。しかしながら、この説明はなぜ"haha"という単語に感嘆符が2つも付いているのかを説明してはいない。
ただ、"haha"という単語に感嘆符を付ける事例は地名以外にも見受けられる。芝地を庭の外側に向かって下向きに傾斜させ、さらにそこから垂直の段差となるように壁を作り外縁を囲む技法のこともまた"haha"もしくは"ha-ha"と呼ばれる（これは景観を保護しつつ放牧した家畜が庭園の中に入らないようにするためのものである。ハハァを参照のこと）。この"haha"の語源として、フランスにおいてはルイ・ド・フランスがムードン城の庭園に設置されたこれらの仕掛けに気づかずに縁まで来てしまい、驚いて「ああ！ ああ！」と笑いながら叫んだことに由来すると説明されている。ホレス・ウォルポールは随筆On Modern Gardening (1770)にて同様の説明をしているが、驚いたのは一般人であるとしている。いずれにせよ、"haha"という単語は感動詞が名詞化したものであると解されており、しばしば"ha! ha!"と表記された。

### "Saint-Louis"の由来
Louisという名前の起源には諸説ある。この地区の最初の入植者のひとりであるルイ侯爵Louis Marquis、リビエール・デュ・ルーの司祭だったルイ＝アントワーヌ・プルー Louis-Antoine Proulx、もしくは ルイ＝ニコラ・ベルニエ僧院長Louis-Nicolas Bernierのことを指している可能性がある 。

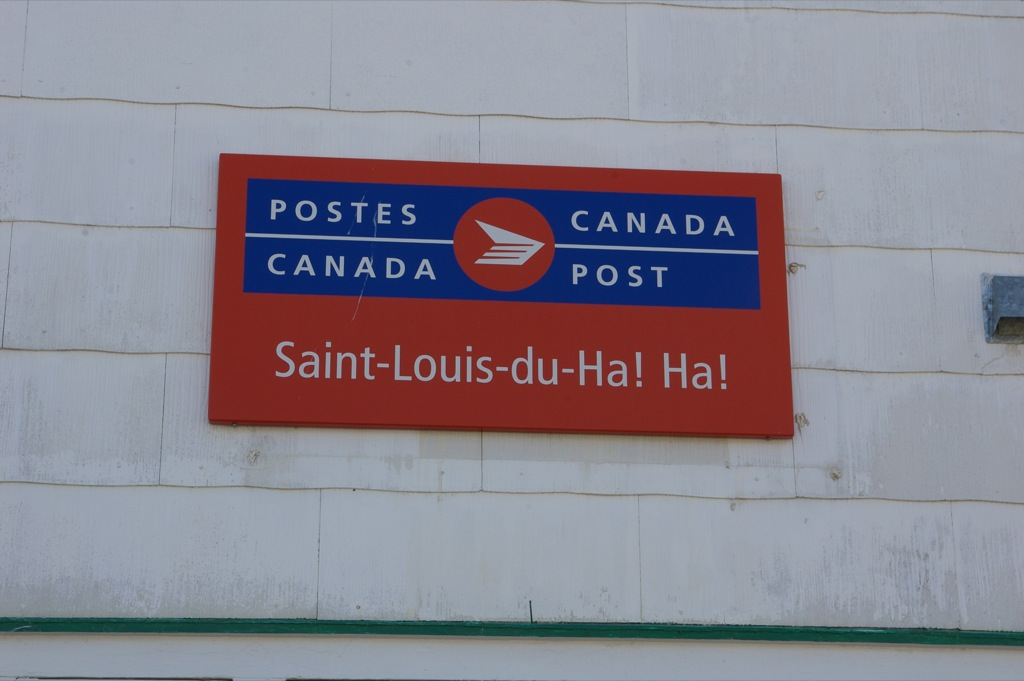
サン＝ルイ＝デュ＝ア！・ア！におけるカナダ郵便公社の看板

## 観光
サン＝ルイ＝デュ＝ア!・ア!は保養地として観光客を受け入れている。町の中心部から5km離れた場所には天文台がある。

## ケベックにある類似の地名
- ア!・ア!池 (Petit lac Ha! Ha!) - サグネ・ラック・サン・ジャン地域のFerland-et-Boilleauにある池[8]。
- ア!・ア!川 (Rivière Ha! Ha!) - サグネ・ラック・サン・ジャン地域にある川[9]。
- ア!・ア!湾 (Baie des Ha! Ha!) - サグネ・ラック・サン・ジャン地域にあるサグネ川の入り江[10]。
- ア!・ア!湾 (Baie des Ha! Ha!) - コート・ノール地域にあるセントローレンス川の入り江[11]。
- ア!・ア!湾 (Baie du Ha! Ha!) - バ・サン・ローラン地域にあるセントローレンス川南岸の入り江[12]。
- ベ＝デ＝ア!・ア! (Baie-des-Ha! Ha!) - コート・ノール地域のア!・ア!湾の近辺にある村[13]。

## 参照
1. 1 2  自治体公式区分地理コード13080 （フランス語）
2. 1 2 3  "(Code 2413080) Census Profile". 2011 census. Statistics Canada. 2012. {{cite web}}: Cite webテンプレートでは|access-date=引数が必須です。 (説明)
3. 1 2  Jeffries, Stuart (2009年4月29日). “The joy of exclamation marks!”. The Guardian 2015年6月3日閲覧。
4. 1 2 3 4  カナダ地名委員会 参照番号57133 （フランス語）
5. ↑  “TransCanadaHighway.com St Louis du Ha Ha, Quebec”.   FoundLocally.com. 2015年6月3日閲覧。
6. ↑   Dictionnaire des dates, des faits, des lieux et des hommes historiques: ou ...  Par A.-L. d' Harmonville,page 65 2015年6月3日閲覧。
7. ↑  例えば、トマス・ジェファーソンは手紙でストウで訪れた庭園を「塀はすべてハ!ハ!によるものだった」と述懐している。The Papers of Thomas Jefferson Digital Edition, ed. Barbara B. Oberg and J. Jefferson Looney. Charlottesville: University of Virginia Press, Rotunda, 2008, p. 371. Online edition .2012年8月14日閲覧。
8. ↑  。カナダ地名委員会 参照番号27678 （フランス語）
9. ↑  カナダ地名委員会 参照番号27680 （フランス語）
10. ↑  カナダ地名委員会 参照番号27624 （フランス語）
11. ↑  カナダ地名委員会 参照番号27625 （フランス語）
12. ↑  カナダ地名委員会 参照番号27676 （フランス語）
13. ↑  カナダ地名委員会 参照番号3043 （フランス語）